# Blair House
La Blair House è la residenza ufficiale nella quale vengono ospitate le delegazioni di altri paesi in visita ufficiale negli Stati Uniti d'America. Si trova a Washington, lungo la Pennsylvania Avenue.

## Storia
L'edificio fu costruito nel 1824 con mattoni in terracotta colorati. Si tratta di un tardo esempio di Federal Style. Originariamente progettato come residenza di Joseph Lovell, ottavo Surgeon General of the United States Army, fu acquistato nel 1836 da Francis Preston Blair, un noto editore di quotidiani e influente consigliere del presidente Andrew Jackson.
L'edificio prende il nome da questo illustre personaggio della storia statunitense e rimase di proprietà della sua famiglia fino al 1942, anno in cui fu acquistato dal governo federale statunitense. Nel 1859 Francis Preston Blair fece costruire per sua figlia Elizabeth, che aveva appena sposato il capitano Samuel Phillips Lee, cugino di terzo grado del famoso generale Robert E. Lee, un secondo edificio accanto alla Blair House. Il complesso dei due edifici, che furono in seguito collegati, è oggi noto come Blair-Lee House anche se Blair House risulta essere il nome ufficiale.
La Blair House fu in passato utilizzata anche per ospitare le vedove dei presidenti defunti durante i funerali di Stato. Così sia la moglie di Ronald Reagan, Nancy, sia la moglie del presidente Ford, Betty, furono ospitate durante i funerali dei loro mariti alla Blair House.
Durante una buona parte del mandato di Harry Truman, quando la Casa Bianca venne sottoposta a lavori di ristrutturazione, Blair House fu utilizzata come residenza del presidente degli Stati Uniti. Sempre nel corso dell'amministrazione Truman, Blair House divenne luogo di un tragico evento. Il 1º novembre 1950, nel tentativo di assassinare il presidente Truman, i portoricani Griselio Torresola e Oscar Collazo ferirono in modo mortale l'agente della sicurezza Leslie Coffelt, che però riuscì grazie al suo sacrificio a fermare Torresola e a scongiurare l'attentato. Tale evento è noto come "Truman assassination attempt", e viene oggigiorno ricordato da una targa commemorativa posta nel punto nel quale Coffelt fu ferito mortalmente.